# Sporty motorowodne na letnich igrzyskach olimpijskich

Sporty motorowodne obecne były w programie igrzysk olimpijskich jeden raz. Zawody miały miejsce podczas Letnich Igrzysk Olimpijskich 1908 w Londynie. Rozegrano trzy konkurencje - w klasie otwartej (open), poniżej 60 stóp i klasie 6,5-8 m. We wszystkich tych klasach wyłoniono zwycięzców i nie przyznano srebrnych i brązowych medali.

## Kalendarium
| Rok  | Miejscowość | Kraj            | Zawody                                                     |
| ---- | ----------- | --------------- | ---------------------------------------------------------- |
| 1908 | Londyn      | Wielka Brytania | Sporty motorowodne na Letnich Igrzyskach Olimpijskich 1908 |

## Klasyfikacja medalowa
| Miejsce | Państwo         |   |   |   | Razem |
| ------- | --------------- | - | - | - | ----- |
| 1.      | Wielka Brytania | 2 | 0 | 0 | 2     |
| 2.      | Francja         | 1 | 0 | 0 | 1     |

## Medaliści igrzysk olimpijskich

### Klasa otwarta[1]
| Rok i miejsce | Złoto         | Srebro | Brąz |
| ------------- | ------------- | ------ | ---- |
| 1908 Londyn   | Émile Thubron | –      | –    |

### Klasa poniżej 60 stóp[2]
| Rok i miejsce | Złoto                                                                        | Srebro | Brąz |
| ------------- | ---------------------------------------------------------------------------- | ------ | ---- |
| 1908 Londyn   | Wielka Brytania · Thomas Thornycroft · Bernard Redwood · John Field-Richards | –      | –    |

### Klasa 6,5 - 8 m[3]
| Rok i miejsce | Złoto                                                                        | Srebro | Brąz |
| ------------- | ---------------------------------------------------------------------------- | ------ | ---- |
| 1908 Londyn   | Wielka Brytania · Thomas Thornycroft · Bernard Redwood · John Field-Richards | –      | –    |